# Joseph John Campbell
Joseph John Campbell, ameriški religiolog in pisatelj, * 26. marec 1904, White Plains, New York, ZDA, † 30. oktober 1987, Honolulu, Havaji, ZDA.
Najbolj znan po svojih delih na področju primerjalne mitologije in religije.

## Življenje
Odraščal je v višjem srednjem sloju irske katoliške družine. Kasneje se je z družino preselil v okolico mesta New Rochelle, New York. Leta 1921 je Campbell diplomiral na šoli Canterbury v New Mildfordu, Connecticut. Ko je bil na fakulteti Dartmouth, je študiral biologijo in matematiko, kasneje pa se je odločil za humanistične vede. Prepisal se je na Univerzo Columbia, kjer je leta 1925 diplomiral v angleški literaturi. Leta 1927 je opravil magisterij v srednjeveški literaturi. Bil je priznan atlet, prejel je veliko nagrad na stezi in drugih disciplinah. Leta 1924 je Campbell potoval v Evropo s svojo družino. Na ladji je na poti nazaj srečal Džiduja Krišnamurtija; razglabljala sta o azijskih filozofijah. To je v Campbellu prebudilo zanimanje za hindujsko in indijsko filozofijo nasploh. Leta 1927 je na Columbiji dobil priložnost študija v Evropi. Študiral je staro francoščino, provansalski jezik in sanskrt na Sorboni v Franciji ter na Univerzi v Münchnu v Nemčiji.
Leta 1929 ga je zajela depresija. Naslednjih pet let je živel v najeti hiši v Woodstocku, New York. Leta 1933 je za eno leto učil na šoli Cantebury, leto kasneje pa je sprejel pozicijo profesorja na dekliškem Kolidžu Sarah Lawrence. Leta 1938 se je poročil s svojo bivšo učenko, plesalko in koreografinjo Jean Erdman. Poročena sta bila 49 let, večino časa sta živela v dvosobnem stanovanju v Greenwich Villageu v New Yorku. Leta 1980 sta kupila še apartma v Honoluluju in si razdelila čas med obema mestoma. Otrok nista imela. Med drugo svetovno vojno se je Campbell udeležil predavanja indologa Heinricha Zimmerja, s katerim sta postala dobra prijatelja. Po Zimmerjevi smrti je Campbell v sledečem desetletju urejal in izdajal njegove znanstvene razprave. V letih med 1955-56, ko je bilo izdano še zadnje Zimmerjevo delo, je Campbell vzel študijski dopust in prvič odpotoval v Azijo. Šest mesecev je preživel v južni Aziji (največ v Indiji), šest mesecev pa v vzhodni Aziji (največ na Japonskem).To leto je imelo velik vpliv na njegovo mišljenje o azijskem verovanju in mitih, prav tako pa je spoznal, da bi bilo potrebno večje množice ljudi izobraževati na področju primerjalne mitologije. Leta 1972 se je, po 38 letih dela na kolidžu Sarah Lawrence, upokojil. Campbell je javno predaval o svetovnih mitih na fakultetah, v cerkvah, predavalnicah, na radiju in televiziji. Predaval je do konca svojega življenja. Umrl je v svojem domu v Honoluluju na Havajih 30. oktobra leta 1987 zaradi raka na požiralniku. Pred svojo smrtjo je končal s snemanjem serije intervjujev z Billom Moyersom, ki so bili oddajani v etru sledečo pomlad kot Moč mitov (The Power of Myth, 1988).

## Na njega so vplivali

### Umetnost, literatura in filozofija
Campell se je pogosto zgledoval po delih modernih avtorjev, kot sta James Joyce in Thomas Mann, prav tako pa mu je bil vzor tudi Pablo Picasso. Z njihovimi deli je prišel v stik med podiplomskim študijem v Parizu. Kasneje so se njegova dela zgledovala predvsem po Mannu.
Močan vpliv na njegova dela sta imela tudi Arthur Schopenhauer in Friedrich Nietzsche, ki ju je pogosto citiral.
Njegova filozofija, znana pod imenom “sledi svoji blaženosti” (Follow your bliss) izvira predvsem iz hinduističnih virov, na njeno izoblikovanje pa je leta 1922 izvirala tudi roman Babbitt ameriškega pisatelja Sinclairja Lewisa. V svojem delu Moč mitov citira iz Babbitta:
Campbell:  “Ali si že prebral Babbitta?”
Moyers: ”Že dolgo ne.”
Campbell: “Se spomniš zadnje vrstice? ‘Nikoli nisem naredil stvari, ki sem jo želel narediti vse življenje.’ To je človek, ki ni nikoli sledil svoji blaženosti.”

### Psihologija in antropologija
Na Campbellov pogled na kulturno zgodovino in etnologijo sta poglavitno vplivala Leo Frobenius in njegov učenec Adolf Ellegard Jensen. Prav tako so nanj vplivala psihološka dela Abrahama Maslowa in Stanislava Grofa. Njegove ideje glede človeške psihe temeljijo na delih Sigmunda Freuda in Carla Junga. Njegove simbolistične interpretacije mita temeljijo na Jungovi interpretaciji sanj.
V delu Mitska podoba (The Mythic Image, 1974) Campbell ceni Jungove razlage tibetanskega dela Bardo Thodol. Campbell: “Leta, odkar je Bardo Thodol izšel, je bil moj konstantni sopotnik, in dolgujem mu ne le mnogo idej in odkritij, temveč tudi mnogo temeljni spoznanj.

## Vplival je na

### Fundacija Joseph Campbell
Njegova vdova, koereografinja Jean Erdman, je v sodelovanju z njegovim dolgoletnim prijateljem in urednikom Robertom Walterjem usatnovila sklad ’Joseph Campbell foundation’.
Ideje Campbella vključujejo: ‘The collected Works of Joseph Campbell’, to je serija knjig, ki cilja k povezavi njegovih neštetih del; “Erdman Campbellova nagrada” za skupine po svetu, ki raziskujejo teme religije, komparativne mitologije in kulture; in zbirko Campbellove knjižnice in papirjev z lokacijo v Arhivu in raziskovalnem centru OPUS.

### Film in televizija
George Lucas je bil prvi hollywoodski režiser, na katerega je vplival Campbell. Po izidu prvega filma Vojna zvezd je Lucas prizal, da njegove ideje izvirajo iz Campbellovih del, predvsem iz Junaka tisočerih obrazov (The Hero with a Thousand Faces). Povezav med Lucasom in Campbellom je mnogo, na neki naslovnici Campbellove knjige se je pojavil celo Luke Skywalker, kot ga je upodobil Mark Hammil.
Do konca prve trilogije Vojna zvezd Lucas ni prišel v neposreden stik s Campbellom.
Hollywodski scenarist Cristopher Vogler je napisal sedem stransko zgodbo po Cambellovem delu: “Praktični vodič do Heroja s tisočerimi obrazi”, kar je vodilo do Disneyjeve izdelave Levjega kralja leta 1994. Mnogi režiserji so priznali vpliv Campbella na njihova dela. Dan Harmon, ustvarjalec serije “Community” je pogosto omenjal Campbella kot avtorja njegovih idej.

### Popularna literatura
Po uspehu Vojen zvezd so mnogi avtorji začeli prepoznavati potencial Campbellovih del. Pisatelji, pesniki in celo ustvarjalci videoiger so črpali navdih iz Campbellovovih del, da bi bolje razumeli mitologijo in njen vpliv na ljudi.
Pisatelj Richard Adams prav tako priznava, da ideja njegova poglavitnega dela “Watership down” izvira iz Campbellovega Heroja s tisočerimi obrazi.
Dan Brown priznava, da je lik Roberta Langdona ustvaril po motivu Heroja s tisočerimi obrazi.

### Sledi svoji blaženosti
Ena Campbellovih najbolj znanih, najbolj citiranih pa tudi najbolj narobe razumljenih izjav je “sledi svoji blaženosti”. To idejo je razvil iz hinduističnih Upanišad:
»"Če slediš svoji blaženosti, se postaviš na pot, ki je tu že od nekdaj, pot, ki te je čakala in začneš živeti življenje, ki te je čakalo. Kjerkoli si - če slediš svoji blaženosti, uživaš to življenje."«
Campebell je to idejo začel širiti med študenti na svojih predavanjih v sedemdestih letih prejšnjega stoletja. V sledečih letih je bila ta filozofija zelo priljubljena tako pri cerkveni kot laični publiki.

## Kritike
Brendan Gill je Campbella v članku, objavljenem v “The New York Review of Books” leta 1989 obtožil antisemitizma in predsodkov do črncev. Članku so sledile mnoge pritožbe reviji, nekatere podpirajoče kritiki, nekatere nasprotujoče.
Ker se je znal približati laični javnosti, so mu mnogi kolegi očitali, da je na račun posplošene površnosti žrtvoval svojo strokovnost. Religiolog Robert Ellwood mu očita poenostavljanje zgodovinskih dejstev in preširoko razpolaganje s pojmom 'mit'.
Tudi psihoanalitik in strokovnjak za sanskrt Jeffrey Moussaieff Masson Campbellu zelo površno poznavanje tega prastarega indijskega jezika in indijske kulture, poleg tega pa še nepoznavanje in napačno tolmačenje tem, ki jih predava. Očital mu je tudi navdušenje nad konzervativnimi in fašističnimi pogledi.
Literarna kritičarka Cammile Paglia je zapisala, da je Campbell površen in opravlja slabe raziskave tem o katerih predava. Očita mu, da daje ljudem napačne predstave o mitologiji in da je postopač, ki mu verjamejo neuki.

## Primerjalna mitologija in Campbellove teorije

### Monomit
Ena Campbellovih najbolj znanih idej je ideja “monomita”. Monomit naj bi bil teorija, ki pravi, da so vse mitične pripovedi le variacije ene okvirne zgodbe. Teorija temelji na opazki, da imajo vsi znani miti skupen vzorec, ne glede na kraj ali čas njihovega izvora. Osrednji motiv vsakega mita naj bi bilo junakovo potovanje, kot opisuje tudi v svoji knjigi Heroj s tisočerimi obrazi. Izraz monomit si je Campbell sposodil od Jamesa Joyca, natančneje iz njegovega dela Finnegans Wake. Ko se je to mišljenje širilo skozi čas in prostor, se je začelo celo deljenje mitov na določene strukture in dele, ki se od kulture do kulture razlikujejo. Osnovna struktura je kljub temu ista povsod po svetu in ne glede na čas nastanka mita. Osnovna zgodba mita temlji na junakovih dogajanjih. Začne se s klicem na dogodivščino, sprejemom višje oziroma božje pomoči, srečanjem z višjimi silami in končno vrnitvijo domov. Te faze mita s pomočjo mnogoterih simbolov in metafor skrivajo duhovne resnice, ki jih mit vsebuje. Kot primer Campbell opisuje mit o genezi iz Biblije. Dogodkov iz tega mita ne smemo obravnavati kot nujno zgodovinske podatke in dejstva temveč kot metaforo za človekov kognitivni vzpon in evolucijo iz prvotnega živalskega stanja. Njegova teorija monomita vsebuje tudi razlago za boga. Bog naj bi bil metafora za skrivnosti, ki absolutno presegajo človekova dojemanja in logiko, celo dojemanja obstoja. 
Mnogi Campbellovi učenci in sodobnjaki mu očitajo, da je s teorijo monomita preveč poenostavil resnice in zgladil razlike med kulturami. Že omenjeni kritik Robert Ellwood trdi, da je takšno generično razmišljanje o različnih kulturah in časih nedvomno najhujša napaka v njegovem razmišljanju o mitologijah. 

### Funkcije mitov
Campbell je mnogokrat govoril, da imajo miti četvorni pomen za ljudi:
- metafizični pomen - absolutne skrivnosti obstoja ne moremo izraziti z besedami. Miti poskušajo to resnico s pomočjo simbolistike in metafor odkriti.
- kozmološka funkcija - ljudje včasih niso razumeli naravnih pojavov, razlagali so si jih kot delo višjih sil. S pomočjo mitov so razlagali pojave kot so sprememba letnih časov ali pa življenjske cikle živali in rastlin.
- sociološka funkcija - antične družbe so morale imeti hierarhično razporejeno družbo, ki je bila ključnega pomena za njihov obstoj in delovanje. Miti so ljudem potrjevali pravice višjih slojev in jim dajali občutek pripadnosti v celotno skupnost.
- pedagoška funkcija - pri človekovem potovanju skozi življenje naletimo na mnoge psihološke prepreke. Miti nam lahko služijo kot vodič za uspešen prehod čez težke prepreke, ki nas čakajo v življenju.

### Razvoj mitov
Campbellov pogled na mitologije pa kljub vsemu ni bil statičen. V svojih knjigah podrobno opisuje, kako se je mitologija razvijala skozi čas in kako v njej odsevajo problemi tedanjih družb. Za različne družbe in stopnje razvoja so značilni različni, a določljivi mitološki slogi oziroma mitološki sistemi. Na kratko so to:
- Pot živalskih moči (The Way of the Animal Powers) - miti lovskih in nabiralskih skupnosti, ki se osredotočajo na šamanizem in živalski totemizem.
- Pot posejane zemlje (The Way of Seeded Earth) - miti zgodnje kmetijskih skupnosti, ki se osredotočajo na boginjo mater in plodnostne rituale.
- Pot nebeških luči (The Way of Celestial Lights) - prve visoke civilizacije. Miti bronaste dobe z mestnimi državicami s panteoni bogov, ki vladajo iz nebes in jih vodi glavni bog-kralj.
- Pot človeka (The Way od Man) - vera in filozofija, ki se razvijata v starejši železni dobi. V tem obdobju je mitska personifikacija prejšnjih obdobij postala zavedno metaforična. Tranzicija je bila opazna predvsem na zahodu v budizmu, vedanti in filozofskem taoizmu. Zadnja opredelitev zaobjema še mitologijo antike in srednjega veka, krščanstvo in gnosticizem.

## Dela

### Zgodnja sodelovanja
Prvo objavljeno delo, ki je nosilo Campbellovo ime, je bilo Where the Two Came to Their Father (1943), obred Navaho indijancev, ki ga je uprizoril njihov šaman Jeff King in posnela etnologinja Maud Oakes. Delo govori o dveh mladih junakih, ki sta šla v bivak njunega očeta (Sonca) in se vrnila s posebno močjo, s katero lahko uničita pošasti, ki nadlegujejo njihove ljudi. Campbell je to delo komentiral. Slednje delo je uporabljal skozi svojo kariero in z njim ponazarjal univerzalne simbole in strukture človeških mitov in podrobnosti o življenju avtohtonih ameriških zgodb.
James Joyce je bil pomemben vpliv na Campbella. Njegovo prvo pomembnejše delo je bila knjiga z naslovom A Skeleton Key to Finnegans Wake (1944), kritična analiza Joyceovega zadnjega dela Finnegans Wake.

### Zbrana dela
Collected Works of Joseph Campbell je serija zbranih del Josepha Campbella; objavljenih in neobjavljenih. Je projekt, na katerem delata New World Library in Acron Media UK. Do leta 2014 so objavili že čez 75 del (tudi avdio in video posnetkov njegovih predavanj). Vodja urednikov je Robert Walter, generalni urednik pa David Kudler.

### Pomembnejša dela
- Junak tisočerih obrazov (The Hero With a Thousand Faces)

Heroj s tisočerimi obrazi je temeljno delo komparativne mitologije. Campbell ga je izdal leta 1949. Kmalu je začelo vplivati na mnoge druge filozofe, avtorje in filmske producente, najbolj znan med njimi pa je gotovo George Lucas, ki je priznal, da je to delo poglavitno vplivalo na serijo filmov znanih pod imenom Vojna zvezd.
V Junaku s tisočerimi obrazi Campbell na podlagi svetovno znanih zgodb o Ozirisu, Budi, Prometeju, Mojzesu in Jezusu razlaga svojo teorijo o monomitu. Vsak mit, ki je nastal, ne glede na obdobje al kraj kjer je nastal, naj bi temeljil na istih prvinah kot vsi ostali miti. Vsak mit naj bi bil zgrajen iz treh delov in sicer iz junakovega odhoda iz rojstne dežele, njegovih dogodivščin in dosežkov in vrnitve domov.
- Maske bogov (The Masks of God)

Maske bogov je serija Campbellovih del, ki so izhajala v štirih delih med letoma 1959 in 1968. To so Primitvna mitologija, Orientalska mitologija, Zahodna mitologija in Kreativna mitologija. 
Za razliko od Heroja s tisočerimi obrazi, ki se osredotoča na psihološko idejo mitov na splošno, se ta serija del osredotoča predvsem na zgodovinski nastanek mitov in z njihovo povezavo z ljudstvi, ki so si jih izmislila.
- Zgodovinsko-mitološki svetovni atlas (Historical Atlas of World Mythology)

Preden je umrl, je Campbell pisal serijo knjig z naslovom Historical Atlas of World Mythology. Zgradil jo je na ideji, ki jo je prvič predstavil že v delu Junak tisočerih obrazov, da se mit razvije skozi štiri stopnje.

### Prevedeno v slovenščino
- Junak tisočerih obrazov, Nova Gorica : Eno, 2007
- Miti, po katerih živimo, Nova Gorica : Eno, 2007
- Poti do sreče : mitologija in osebna preobrazba, Nova Gorica : Eno, 2010

### Druge knjige
- Where the Two Came to Their Father: A Navaho War Ceremonial (1943).
- The Flight of the Wild Gander: Explorations in the Mythological Dimension (1968).
- Myths to Live By (1972).
- Erotic irony and mythic forms in the art of Thomas Mann (1973; monografija, kasneje vključena v delu The Mythic Dimension)
- The Mythic Image (1974).
- The Inner Reaches of Outer Space: Metaphor As Myth and As Religion (1986).
- Transformations of Myth Through Time (1990).
- A Joseph Campbell Companion: Reflections on the Art of Living (1991).
- Mythic Worlds, Modern Words: On the Art of James Joyce (1993).
- The Mythic Dimension: Selected Essays (1959–1987) (1993).
- Baksheesh & Brahman: Indian Journals (1954–1955) (1995).
- Thou Art That: Transforming Religious Metaphor (2001).
- The Inner Reaches of Outer Space (2002)
- Sake & Satori: Asian Journals — Japan (2002).
- Myths of Light: Eastern Metaphors of the Eternal (2003).
- Pathways to Bliss: Mythology and Personal Transformation (2004).
- Mythic Imagination: Collected Short Fiction of Joseph Campbell (2012).
- Goddesses: Mysteries of the Feminine Divine (2013).

Poleg mnogoterih knjižnih del, ki jih je ustvaril ali pa sodeloval pri njihovem nastanku, je Campbell sodeloval tudi z mnogimi novinarji, kritiki in misleci svojega časa ter tako ustvaril mnogo poučnih oddaj in serij.

### Avdio posnetki
- Mythology and the Individual
- The Power of Myth (z Billom Moyers) (1987)

Campbell je postal znan po sodelovanju z Billom Moyersom na programu PBS v seriji The Power of Myth, katero so prvič predvajali leta 1988, leto po Campbellovi smrti. V seriji je razpravljal mitološke, verske in psihološke arhetipe. Kmalu po prvem prenosu oddaje je izšla še istoimenska knjiga.
- Transformation of Myth through Time (dela 1–3) (1989)
- The Hero with a Thousand Faces: The Cosmogonic Cycle (1990)
- The Way of Art (1990—brez licence)
- The Lost Teachings of Joseph Campbell deli 1–9 (z Michaelom Toms) (1993)
- On the Wings of Art: Joseph Campbell; Joseph Campbell on the Art of James Joyce (1995)
- The Wisdom of Joseph Campbell (z Michaelom Toms) (1997)
- Joseph Campbell Audio Collection:
  - Serija I
    - 1. del: Mythology and the Individual (1997)
    - 2. del: The Inward Journey (1997)
    - 3. del: The Eastern Way (1997)
    - 4. del: Man and Myth (1997)
    - 5. del: The Myths and Masks of God (1997)
    - 6. del: The Western Quest (1997)

  - Serija II
    - 1. del: A Brief History of Mythology (2009–2011)
    - 2. del: Perspectives on Creative Mythology (2012–2013)
    - 3. del: Christian Symbols & Ideas (2014)
- Myth and Metaphor in Society (z Jamakeom Highwaterjem) (2002)
- "Mythology and the Individual Adventure" (1972) – Big Sur Tapes

### Video posnetki
- The Hero's Journey: A Biographical Portrait
- Sukhavati: A Mythic Journey
- Mythos
- Psyche & Symbol
- Transformations of Myth Through Time (1989)
- Joseph Campbell and the Power of Myth (1988)
- Myth and Metaphor in Society (z Jamakeom Highwater) (1993)

### Uredil
- Gupta, Mahendranath. The Gospel of Sri Ramakrishna (1942)
- Myths and Symbols in Indian Art and Civilization. Heinrich Zimmer (1946)
- The King and the Corpse: Tales of the Soul's Conquest of Evil. Heinrich Zimmer (1948)
- Philosophies of India. Heinrich Zimmer (1951)
- The Portable Arabian Nights (1951)
- The Art of Indian Asia. Heinrich Zimmer (1955)
- Man and Time: Papers from the Eranos Yearbooks. Več avtorjev (1954–1969)
- Man and Transformation: Papers from the Eranos Yearbooks. Več avtorjev (1954–1969)
- The Mysteries: Papers from the Eranos Yearbooks. Več avtorjev (1954–1969)
- The Mystic Vision: Papers from the Eranos Yearbooks. Več avtorjev (1954–1969)
- Spirit and Nature: Papers from the Eranos Yearbooks. Več avtorjev (1954–1969)
- Spiritual Disciplines: Papers from the Eranos Yearbooks. Več avtorjev (1954–1969)
- Myths, Dreams, Religion. Več avtorjev (1970)
- The Portable Jung. Carl Jung (1971)

## Citati
- »I don't believe people are looking for the meaning of life as much as they are looking for the experience of being alive.«
- »We must let go of the life we have planned, so as to accept the one that is waiting for us.«
- »A hero is someone who has given his or her life to something bigger than oneself.«
- »The privilege of a lifetime is being who you are.«